# Ligne de tramway 484
La ligne 484 d'après son numéro de tableau horaire est une ancienne ligne de tramway du Groupe de Tongres de la Société nationale des chemins de fer vicinaux (SNCV) qui a fonctionné entre le 1er septembre 1893 et mars 1948.

## Histoire
En 1909 à Maastricht, une nouvelle section partant de la porte de Tongres et suivant les remparts au sud permet aux trois lignes vicinales desservant la ville (479, 484 et 485) d'atteindre le Vissersmaas en bord de Meuse. Son existence est cependant brève et elle est supprimée en 1916, le terminus des trams est alors ramené à la porte de Tongres. Enfin en 1924, l'évitement servant de terminus à la porte de Tongres est supprimé tandis qu'un aiguillage est posé entre la route de Tongres et l'avenue Élisabeth Strouven, le terminus des trois lignes est probablement dès cette date déplacé à la porte de Bruxelles (place Reine Élisabeth),.

## Exploitation

### Horaires
Tableaux :
- 484 en 1931[2].